# AMS Centennial Fellowship
La Bourse de recherche du Centenaire AMS ou AMS Centennial Fellowship est une distinction mathématique remise chaque année à de mathématiciens ayant obtenu leur doctorat depuis entre trois et douze ans. Le principal critère de sélection est l'excellence dans les recherches.
Un fonds pour cette bourse de recherche est établi par l'American Mathematical Society en 1973.

## Lauréats
- 2022 - 2023  Mimi Dai
- 2021 - 2022  Aaron J Pollack
- 2020 - 2021  Ilya Khayutin
- 2019 - 2020  Piotr Przytycki
- 2018 - 2019  Nguyen, Toan
- 2017 - 2018 Takeda Shuichiro
- 2016 - 2017 Eyal Lubetzky
- 2015 - 2016 Christian Schnell ; Kyungyong Lee
- 2014 - 2015 Kate Juschenko
- 2013 - 2014 Xinwen Zhu
- 2012 - 2013 Karin Melnick
- 2011 - 2012 Andrew Toms
- 2010 - 2011 Joel Bellaiche
- 2009 - 2010 Antonio Montalban
- 2008 - 2009 Christopher Hoffman[2]
- 2007 - 2008 Martin Kassabov (en)
- 2006 - 2007 Christopher Hacon ; Bryna Kra
- 2005 - 2006 Yuan-Pin Lee ; Mihnea Popa
- 2004 - 2005 Jinho Baik ; Nitu Kitchloo[3]
- 2003 - 2004 Henry Kim ; John Meier
- 2002 - 2003 Albert Fannjiang ; Wee Teck Gan ; Ravi Ramakrishna
- 2001 - 2002 Ivan Dimitrov (en) ; Ravi Vakil ; Jiahong Wu ; Meijun Zhu
- 2000 - 2001 Siqi Fu ; Christopher Herald ; Wei-Dong Ruan ; Vassili Strela
- 1999 - 2000 Charles Rezk ; Bin Wang ; Changyou Wang ; Tonghai Yang
- 1998 - 1999 Mark de Cataldo (en) ; Stavros Garoufalidis ; Sándor Kovács ; Yanguang Li
- 1997 - 1998 Ovidiu Costin ; Fred Diamond ; Gang Liu ; Zhongwei Shen
- 1996 - 1997 Yi Hu ; Robert McCann ; Alexandre Voronov ; Jiaping Wang
- 1995 - 1996 Rafael de la Llave ; William G. McCallum (en) ; Kent Orr
- 1994 - 1995 Patricia E. Bauman (en) ; David Marker
- 1993 - 1994 Jacques Hurtubise ; Andre Scedrov ; David Webb
- 1992 - 1993 Krzysztof Burdzy ; William Menasco (en) ; David Morrison (en)
- 1991 - 1992 Daniel Bump (en) ; Kari Vilonen (en)
- 1990 - 1991 Michael Anderson ; Carolyn Gordon ; Steven Mitchell
- 1989 - 1990 Isaac Efrat ; John Lee ; Ralf J. Spatzier (en)
- 1988 - 1989 Steven Bell ; Don Blasius ; David Gabai
- 1987 - 1988 Richard Hain ; Bill Jacob
- 1986 - 1987 Dinakar Ramakrishnan
- 1985 - 1986 Michael Beals
- 1984 - 1985 Rick Durrett (en)
- 1983 - 1984 Russell Lyons
- 1982 - 1983 Nicolas Kuhn
- 1981 - 1982 Lawrence Ein ; Mark Williams
- 1980 - 1981 Robert Lazarsfeld ; Thomas Parker ; Robert Sachs
- 1979 - 1980 Scott Brown ; Jeffrey Hoffstein ; Jeffry Kahn (en) ; James McClure ; Rick Smith
- 1978 - 1979 Alan Dankner ; David Harbater ; Howard Hiller ; Steven Kerckhoff ; Robert McOwen
- 1977 - 1978 Steven Kalikow ; Charles Patton ; Duong Hong Phong (en) ; David Vogan
- 1976 - 1977 Fredric Ancel ; Joseph Sgro
- 1975 - 1976 Terence Gaffney ; Paul Nèvai ; George Reed
- 1974 - 1975 Fred Abramson ; James Li-Ming Wang